# St. Briccius (Bad Belzig)

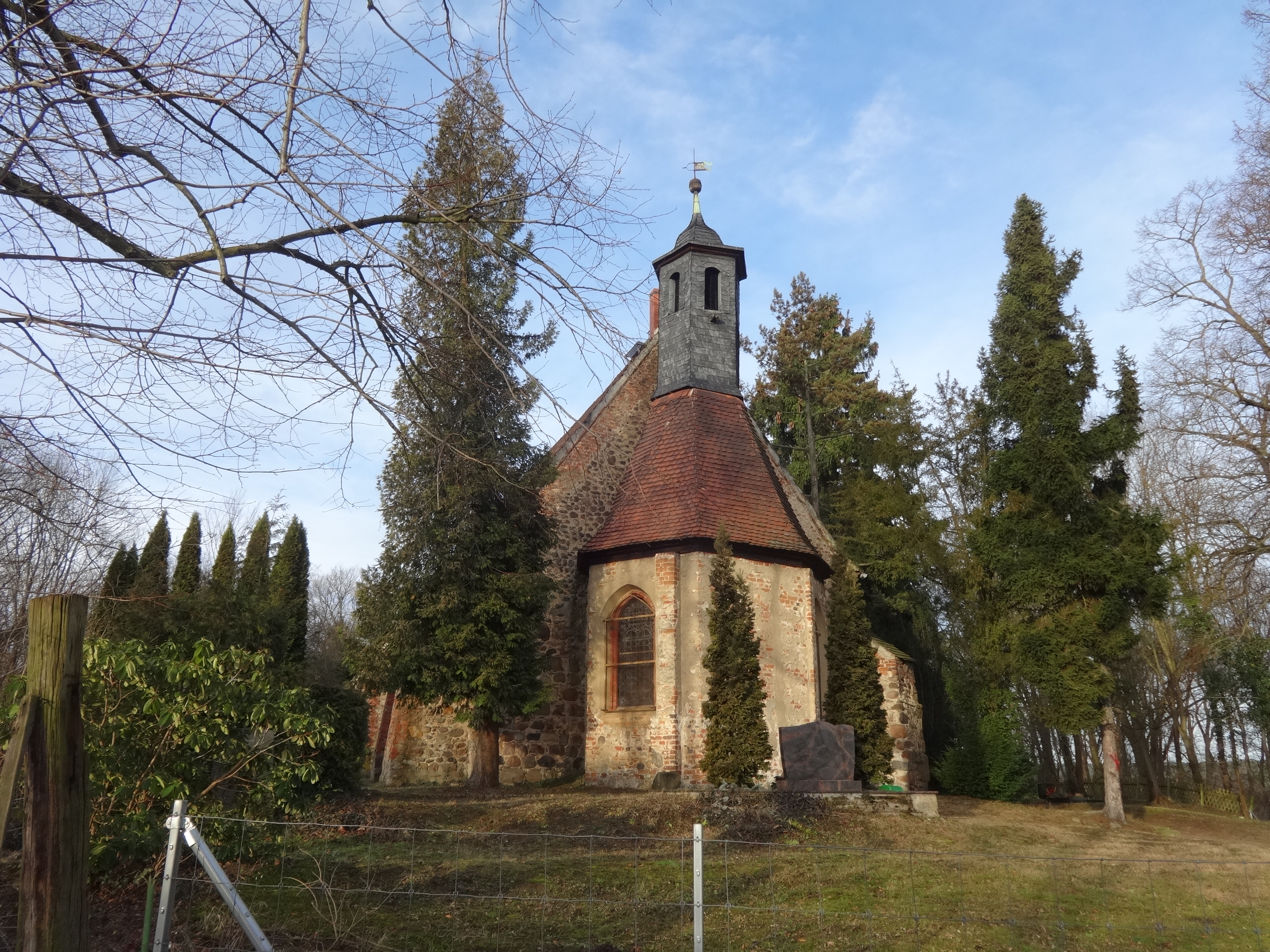
St. Briccius in Bad Belzig

Die evangelische Sankt-Briccius-Kirche ist eine denkmalgeschützte Saalkirche aus dem 12. Jahrhundert in Bad Belzig im Landkreis Potsdam-Mittelmark im Land Brandenburg. Sie ist dem heiligen Brictius von Tours geweiht.

## Geschichte

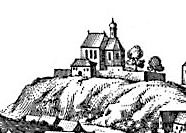
Die Kapelle auf einem Merian-Stich von 1650 nach einer Zeichnung von Wilhelm Dilich um 1626

Das als Kirche des Vorortes Sandberg im Mittelalter entstandene Bauwerk wurde erstmals im Jahr 1186 in einer Urkunde des Brandenburger Bischofs Baldram erwähnt. Eine weitere Nennung erfolgt im Jahr 1361, als die Familie derer von Oppen einen Altar zu Ehren der Maria stiftet. Im Dehio-Handbuch wird daher dieses Datum herangezogen. Sie entstand, als die Kapelle St. Katharinen in der Burg Eisenhardt für die stetig zuziehenden Siedler zu klein geworden war. Aus der Zeit um 1450 ist ein weiterer Altar für Maria Magdalena überliefert. Der Chor sowie der Kirchturm sind vermutlich im 15. Jahrhundert entstanden. 1530 besuchte Martin Luther im Zuge einer Visitation die Kirche. Zu einem späteren Zeitpunkt wurde das Bauwerk als Heilig-Geist-Kirche geführt, bis die Kirchengemeinde am 10. Juli 1619 eine erneute Kirchweihe unter dem Namen Bricciuskirche vollzog. Im Dreißigjährigen Krieg wurde das Bauwerk stark beschädigt und 1663 wieder aufgebaut. Zu dieser Zeit wurde die Flachdecke mit Schiffskehldekor versehen und mit floralen Elementen auf Initiative des Pfarrers Albert Baur ausgemalt. Er predigte in Belzig in der Zeit von 1836 bis 1882. In den Jahren 1903 bis 1936 erfolgten weitere Sanierungsarbeiten, die auch den Innenraum mit einbezogen.

## Architektur

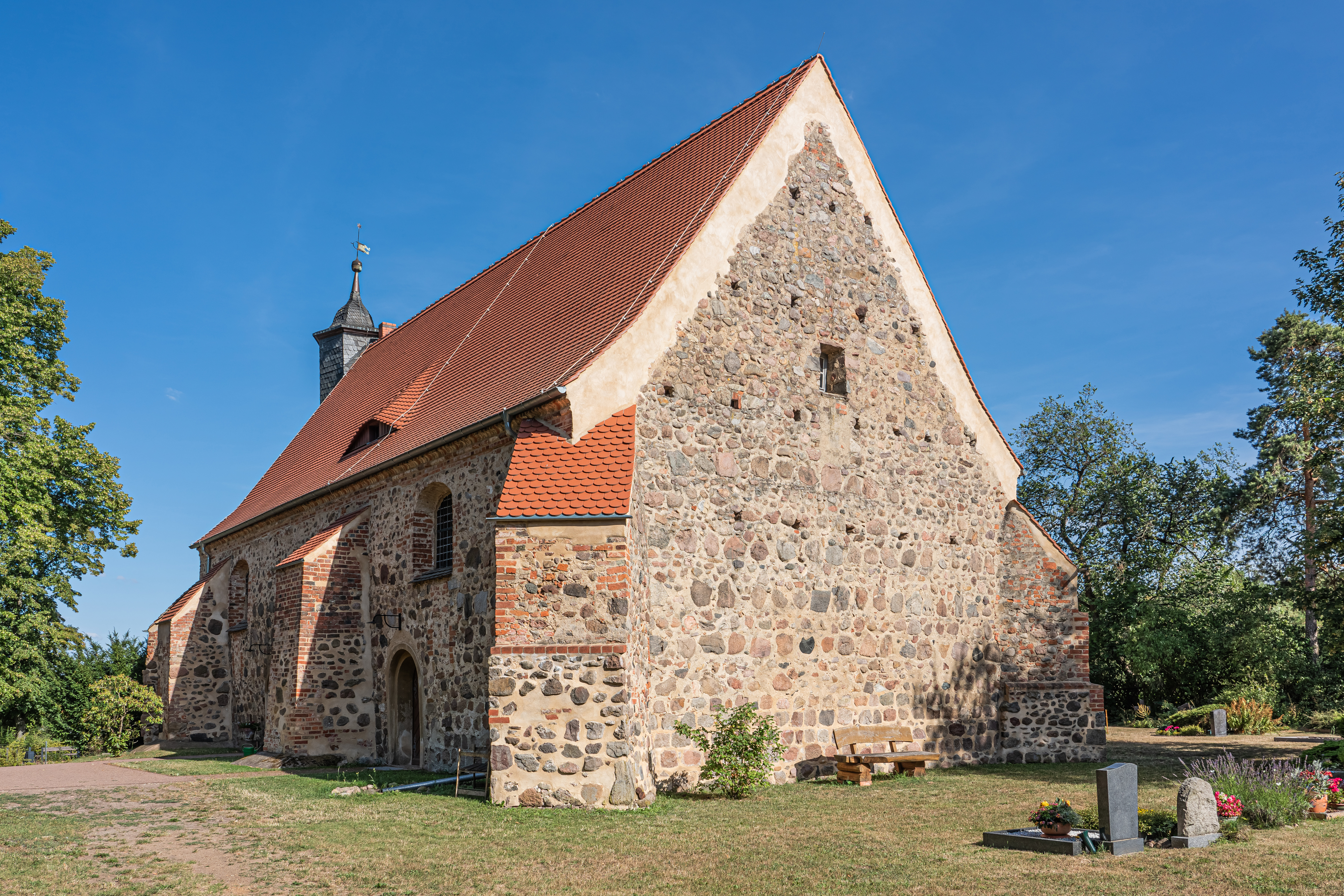
Ansicht von Südosten

Der spätgotische Bau entstand aus Feld- und Backsteinen zunächst als Saalkirche. Theo Engeser und Konstanze Stehr geben als Maße eine Länge von 20,40 bis 21 Metern bei einer Breite von 9,10 Metern an. Die Ausrichtung weist eine Abweichung von rund 10° nach Nordosten zur idealen Ostung auf. Das Altarhaus aus Backsteinen ist vergleichsweise schmal gehalten und verfügt über einen sechsseitigen Grundriss, der stark an die Gertraudenkapelle erinnert. Er wird von einem mit schwarzem Schiefer verkleideten Dachreiter gekrönt, in dem sich allseitig kleine, langgezogene Klangarkaden befinden. Dahinter befindet sich eine Glocke aus der Magdeburger Werkstatt von Heinrich Borstelmann aus dem Jahr 1618. Es soll sich dabei um eine Stiftung von Hans und Andreas Falkenröder handeln. Oberhalb befindet sich eine kleine Schweifhaube mit Kugel und Wetterfahne. Sie hat die Form eines Drachenkopfes und soll ein Symbol des Teufels darstellen, der durch Glauben vertrieben werden kann. Auf dem Kopf ist eine hebräische Inschrift, deren deutsche Übersetzung lautet: „Gott ist mein Feldzeichen“, ein Zitat aus dem 2. Buch Mose. Sie wird mit einem aufgesetzten Stern kombiniert. Dabei handelt es sich jedoch nicht um einen Davidstern – er besteht nicht aus zwei gleichseitigen Dreiecken. Experten vermuten, dass es sich um eine Anlehnung an das 4. Buch Moses handelt, in dem ein „Stern aus Jakob“ erwähnt wird, einen Kriegsheld, der auch die Amalekiter besiegte, die mit dem Volk Israel in der Wüste kämpften.
An der nördlichen Langhauswand befindet sich im westlichen Bereich ein rundbogenförmiges Gemeindeportal, im östlichen Bereich die ehemalige Priesterpforte. Beide Eingänge werden im 21. Jahrhundert noch genutzt. Die flachsegmentbogigen Fenster oberhalb der Pforten werden von mächtigen Strebepfeilern aus Mauerziegeln umrahmt und stammen aus der Zeit des Wiederaufbaus. Weitere Pfeiler befinden sich an den beiden Westecken sowie an der Nordostecke. An der südlichen Langhauswand befinden sich vier große spitzbogenförmige Fenster, die vermutlich im 19. Jahrhundert verändert wurden. Das Gewände ist mit Mauerziegeln ausgeführt. Der Westgiebel wurde mit unregelmäßig geschichteten und unbehauenen Feldsteinen errichtet; ebenso der Ostgiebel. Im Chor befinden sich insgesamt zwei spitzbogenförmige Fenster, die nach Nordosten bzw. Südosten ausgerichtet sind.

## Ausstattung

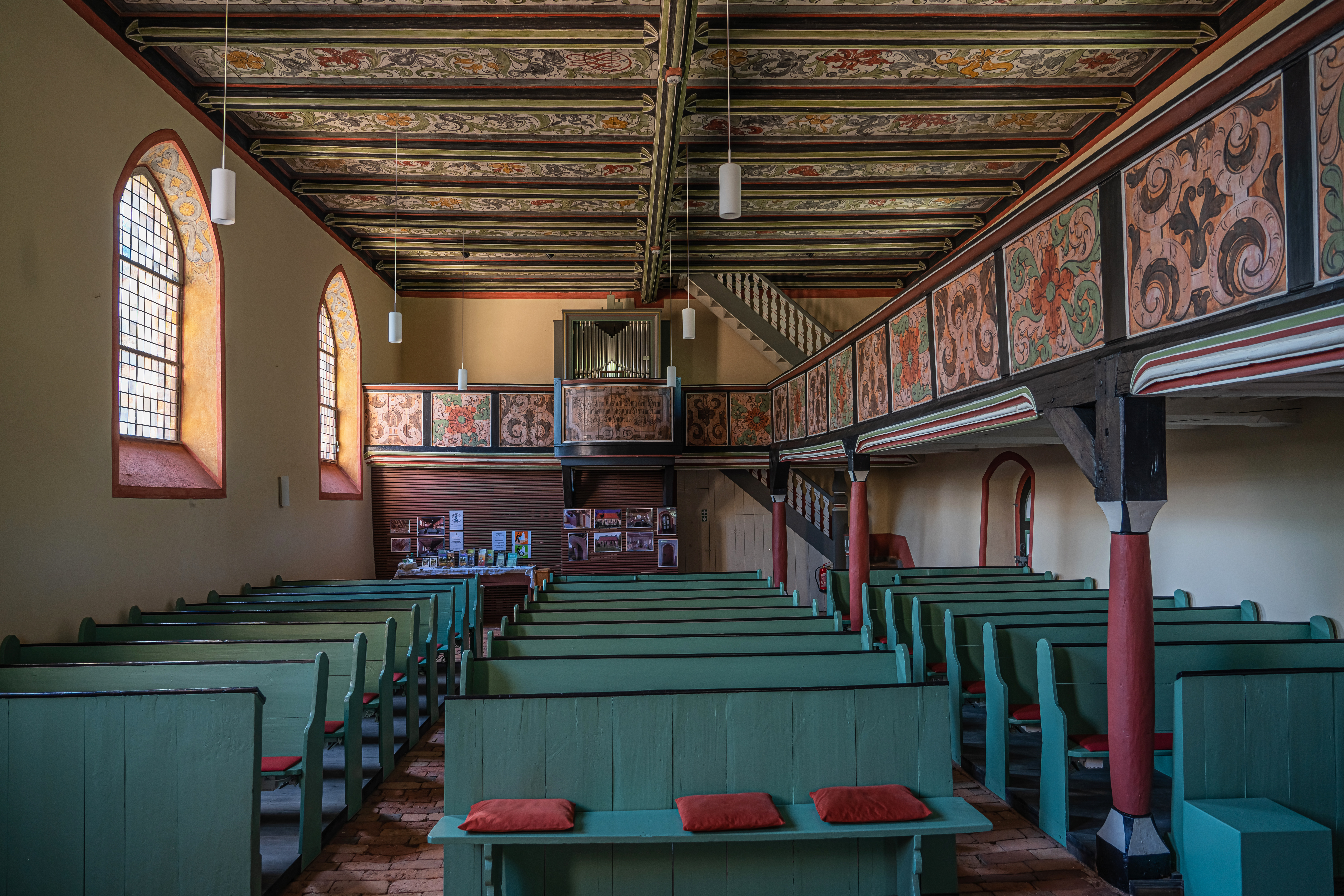
Innenraum (2022)

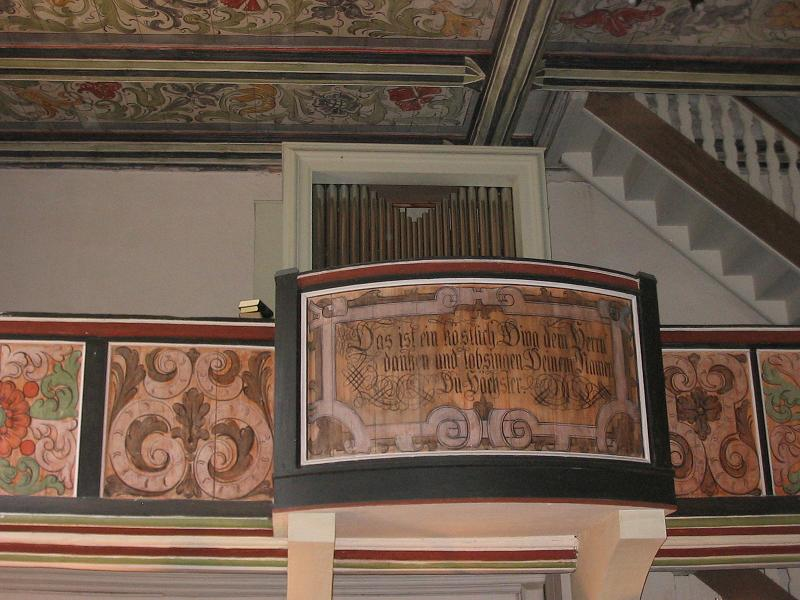
A.-Schuke-Orgel 1949

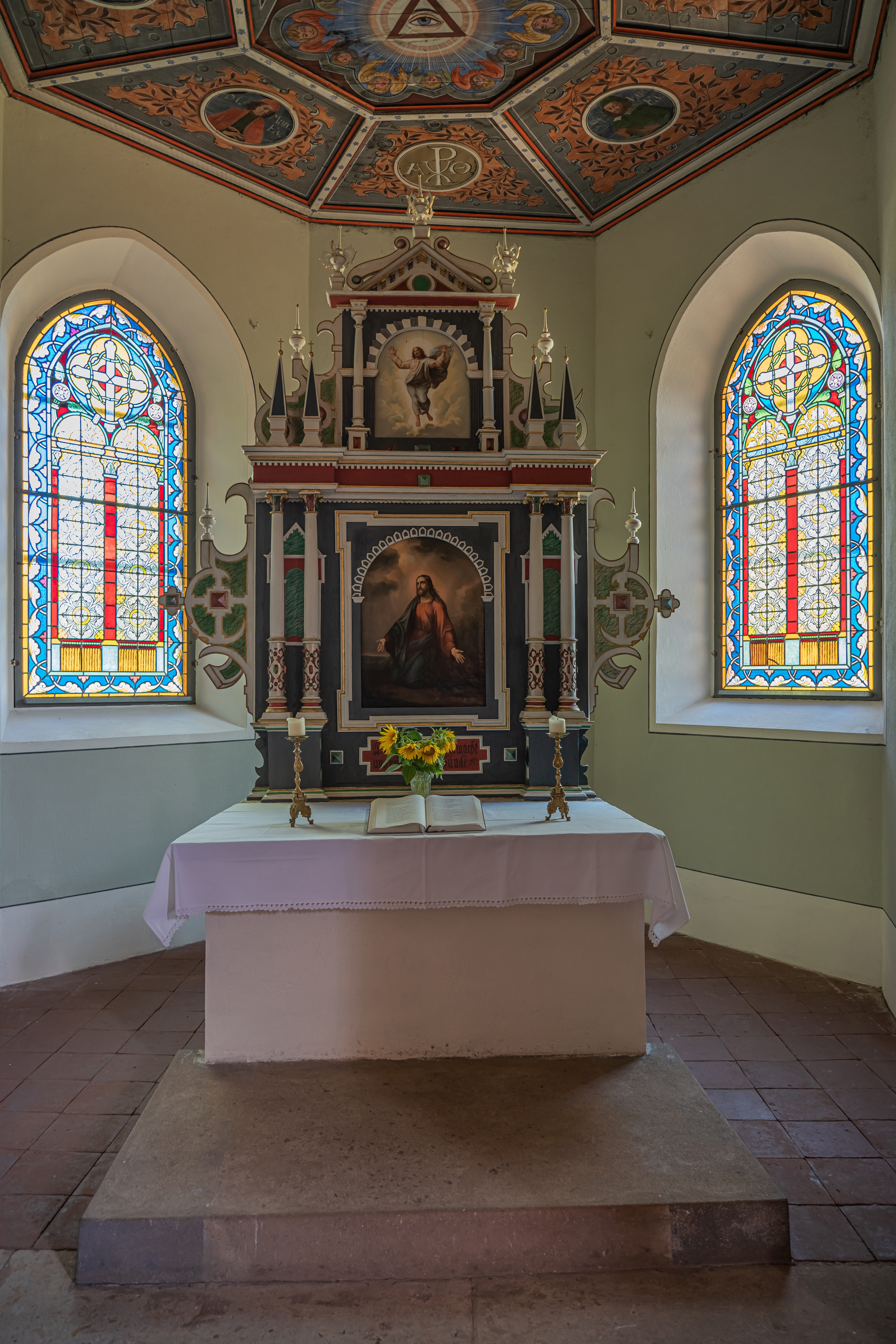
Altar (2022)

Die Kanzel stammt aus der Zeit des Wiederaufbaus nach dem Dreißigjährigen Krieg und konnte von Experten um 1665 datiert werden. Sie wurde im Jahr 1861 mit den Bildern der Evangelisten Johannes, Markus, Lukas und Matthäus sowie mit Paulus von Tarsus verziert. Der polygonale Korb ist mit Ecksäulen und Rollwerkdekor verziert. Aus dem 17. Jahrhundert stammt auch das hölzerne Altarretabel mit einer Abbildung von Jesus in Gethsemane (Mk 14,32–42 ) im Hauptfeld und Christi Himmelfahrt im Aufsatz. Im Chor befindet sich das Auge der Vorsehung, das von Putten umrahmt wird. Im östlichen Bereich der Nordwand stehen zwei Epitaphe, die an den 1606 verstorbenen Hennig von Falkenreder sowie eine Frau aus dem Hause derer von Königsmarck erinnern.
Die kleine Orgel mit 6 Registern auf einem Manual und Pedal und mechanischen Trakturen befindet sich auf der Westempore und stammt aus dem Jahr 1949 aus der Werkstatt von Alexander Schuke in Potsdam. Eine Restaurierung erfolgte 1990 durch die Erbauerfirma. Die Kassetten der Empore sind wie die Flachbalkendecke mit floralen Motiven ausgemalt. Zusätzlich ist auf einer Ausbauchung der Psalm 92:1 „Das ist ein köstlich Ding danken und lobsingen Deinem Namen Du Höchster“ angebracht.
Eine weitere Empore befindet sich auf der Nordseite der Kirche. Beide stehen auf massiven, gebauchten Säulen, die um 1619 errichtet wurden. Ein Kindergrabstein der im Jahr 1576 verstorbenen Elisabeth Gruner ist im Altarraum aufgestellt. Er wurde bei Sanierungsarbeiten in den 1900er Jahren gefunden und diente zuvor als Altarstufe.